# Wyżyna Meńsko-Neckarska
Wyżyna Meńsko-Neckarska (329.1) – makroregion w regionalizacji fizycznogeograficznej Niemiec zaproponowanej przez J. Kondrackiego obejmujący centralną część Basenu Szwabsko-Frankońskiego, położoną niżej od otaczających je wyżyn i gór Jury Szwabskiej, Wyżyny Frankońskiej, Gór Hesko-Frankońskich i najwyższego z nich Schwarzwaldu. Głównymi rzekami odwadniającymi region są dopływy Renu: Men i Neckar. Jest to region gęsto zaludniony, intensywnie wykorzystywany rolniczo, z rozwiniętym przemysłem. Największymi miastami w granicach wyżyny są Stuttgart, będący stolicą Badenii-Wirtembergii i Norymberga.
W regionalizacji fizycznogeograficznej stosowanej przez geografów niemieckich obszar ten jest rozdzielony na cztery makroregiony: Szwabska Wyżyna Kajper-Lias (Schwäbisches Keuper-Lias-Land), Frankońska Wyżyna Kajper-Lias (Fränkisches Keuper-Lias-Land), Płyta Dolnofrankońska (Mainfränkische Platten), Płyta Neckarsko-Tauberska (Neckar- und Tauber-Gäuplatten).
Wśród mezoregionów wyróżniają się: Nördlinger Ries będący rozległym kraterem powstałym w wyniku uderzenia meteorytu, pas wzgórz Frankenhöhe, Steigerwald i Haßberge oddzielający Frankońską Wyżynę Kajper-Lias od Płyty Dolnofrankońskiej, czy wyżyna Kraichgau rozdzielająca Odenwald od Schwarzwaldu.